# Montebello (västra Siltepec kommun)
Montebello är en ort i Mexiko.   Den ligger i kommunen Siltepec och delstaten Chiapas, i den sydöstra delen av landet, 800 km sydost om huvudstaden Mexico City. Montebello ligger 1 793 meter över havet och antalet invånare är 122.
Terrängen runt Montebello är bergig åt sydväst, men åt nordost är den kuperad. Terrängen runt Montebello sluttar norrut. Runt Montebello är det ganska tätbefolkat, med 78 invånare per kvadratkilometer. Närmaste större samhälle är Villa Morelos, 3,0 km sydost om Montebello. I omgivningarna runt Montebello växer i huvudsak städsegrön lövskog.